# Mom and Dad (pel·lícula de 2017)
Mom and Dad és una pel·lícula de terror de comèdia negra del 2017 escrita i dirigida per Brian Taylor. Protagonitzada per Nicolas Cage i Selma Blair, la pel·lícula es va estrenar al Festival Internacional de Cinema de Toronto de 2017, i es va estrenar a les sales el 19 de gener de 2018 per Momentum Pictures. Una producció conjunta britànica i estatunidenca, la pel·lícula va tenir un rendiment baix a la taquilla, però va rebre ressenyes generalment positives de la crítica.

## Argument
La pel·lícula s'obre amb una reproducció estàtica al sistema d'informació d'entreteniment d'un cotxe i l'efecte es mostra quan una mare d'un suburbi d’una ciutat posa música per al seu fill mentre posa el seu cotxe a les vies del ferrocarril i deixa el nen dins del cotxe per morir.
Els Ryan són una família de quatre persones amb una relació tensa. Brent, el pare, no aprova el nou xicot de la seva filla Carly, Damon. També està passant per una lleu crisi de mitjana edat, ja que sembla que ha estat treballant en un Muscle car al garatge. La Carly considera que la seva mare Kendall està intractable, es baralla amb el seu germà petit Joshua i actualment està molesta per cancel·lar els plans amb el seu xicot perquè els seus avis vénen de visita. Kendall està intentant trobar aficions que ocupin el seu temps, com ara fer classes de fitness. També està anticipant el part del nou nadó de la seva germana.
Mentre la Carly és a l'escola, les ràdios i les pantalles de televisió de sobte comencen a transmetre imatge estàtica inexplicable. L'efecte mostra com la mestressa de casa dels Ryan assassina la seva pròpia filla davant d'un Joshua aterrit. Mentrestant, una multitud de pares s'afanya a l'escola de Carly per matar els seus fills. Quan els estudiants veuen com un company és apunyalat per la seva mare apunyala amb les claus del seu cotxe després d'escalar una tanca per arribar-hi, els estudiants s'escampen tot i que molts moren a mans dels seus pares.
La Carly s'escapa amb la seva amiga Riley. Arriben a la casa de Riley, on la Carly mira reportatges televisius de la histèria massiva, la qual cosa implica que l'estàtica obliga els pares dels EUA a matar els seus fills; és entrevistat el Dr. Oz i explica a la gent com es compara amb l’ensanyament en poblacions de porcs. A dalt, la mare de la Riley l'escanya. La Carly corre a casa terroritzada i troba en Damon, el pare del qual abans va intentar matar-lo amb una ampolla trencada però accidentalment es talla la gola. En Damon acompanya la Carly a la casa per portar Joshua a un lloc segur.
Kendall va a l'hospital on la seva germana Jeannie està donant a llum, i es veu estàtica en un monitor de la sala de parts, seguida immediatament per Jeannie que intenta matar la seva filla acabada de néixer. Kendall intenta salvar el nadó, escapant de l'hospital i tornant a casa.
En veure la Carly a casa amb Damon, la histèria s'apodera de Brent i ell noqueja a Damon i ataca a la Carly. Kendall s'uneix a ell quan arriba a casa. La Carly i el Joshua es tanquen al soterrani i la Kendall utilitza un serra de sabre per passar per la porta. En Brent treu un estoig de sota el seu llit, però descobreix que li ha desaparegut l'arma. Joshua treu l'arma d'en Brent i dispara per la porta, ferint la seva mare. Kendall i Brent, unint-se pel seu desig compartit filicida, passen una mànega des de la línia de gas natural del seu forn fins al soterrani per enverinar els nens. Aparentment, la Carly s'adona del gas, així que munta un parany amb llumins a la porta i s'amaga amb Joshua al sistema de ventilació. En Brent talla el pany i obre la porta, encen el gas i provocar una explosió que noqueja els dos pares, just quan en Damon es desperta.
En Damon ajuda a la Carly i el Joshua a escapar dels seus pares, però Kendall es desperta i torna a noquejar en Damon. Quan els pares s'acosten als seus fills, sona el timbre. Quan en Brent obre la porta, els seus propis pares filicides Mel i Barbara intenten matar-lo. Tothom es persegueix per la casa: Joshua escapa de Brent intentant amagar-se del seu pare al garatge; Kendall persegueix la Carly i la colpeja al cap abans que la seva sogra la noquegi.
Mentre en Brent intenta treure Joshua del cotxe, Joshua aconsegueix engegar el cotxe i, en la lluita, en Brent el posa en marxa i finalment l'estavella per la porta del garatge, matant els seus pares i queda noquejar. Kendall es prepara per acabar amb la Carly, però en Damon la noqueja amb una pala.
Kendall i Brent es desperten i es troben lligats al soterrani amb Carly, Joshua i Damon mirant-los. Continuen mostrant símptomes de la histèria i els nens es neguen a deixar-los anar. Kendall diu amb llàgrimes als nens que els estima, i la pel·lícula acaba a mitja frase de Brent dient: "Però a vegades volem fer-ho—".

## Repartiment
- Nicolas Cage com a Brent Ryan
- Selma Blair com Kendall Ryan
- Anne Winters com a Carly Ryan
- Zackary Arthur com a Joshua Ryan
- Robert T. Cunningham com a Damon Hall
- Olivia Crocicchia com a Riley
- Rachel Melvin com a Jeannie
- Joseph D. Reitman com a professor d'aula
- Samantha Lemole com a Jenna
- Marilyn Dodds Frank com Barbara Ryan
- Lance Henriksen com a Mel Ryan
- Kris Jerome Flowers com a doctor d'E.R

A més, Mehmet Oz té un cameo com ell mateix. Grant Morrison apareix com a expert de televisió. Bokeem Woodbine apareix sense acreditar com un pare entrevistat.

## Producció
La pel·lícula és una producció conjunta del Regne Unit i els Estats Units.
El 12 de febrer de 2016, Nicolas Cage havia de protagonitzar la pel·lícula i el 22 de juny de2016, va veure com s’hi afegia Selma Blair. La fotografia principal va començar el juliol de 2016 i va tenir lloc a Louisville (Kentucky).

## Estrena
La pel·lícula es va estrenar a la secció Midnight Madness del Festival Internacional de Cinema de Toronto el 9 de setembre de 2017, i va ser estrenada en cinemes per Momentum Pictures el 19 de gener, 2018.

## Recepció

### Taquilla
Amb un llançament limitat, Mom and Dad va recaptar 286.313 dòlars a la taquilla, contra d'un pressupost de 4 milions de dòlars.

### Resposta crítica
Al lloc web de l'agregador de ressenyes Rotten Tomatoes, el 74% de les ressenyes de 135 crítiques són positives, amb una valoració mitjana de 6,0/10. El consens del lloc web diu: "La premissa  gonzo de la mare i el pare serveix com a trampolí efectiu per a una comèdia malvadament fosca i sagnant, i una actuació adequadament exagerada de Nicolas Cage". Metacritic, que utilitza una mitjana ponderada, assigna a la pel·lícula una puntuació de 59 sobre 100, basada en 31 ressenyes, indicant crítiques "mixtes o mitjanes"
Adam White de The Daily Telegraph va donar les 4/5 estrelles, dient que era "Tant un tòrrid retrocés del cinema d'explotació, com una metàfora d'una generació de nens atacats pel seus grans." Tara Brady de The Irish Times també li va donar 4/5 estrelles, escrivint: "Penseu en els moments de pantalla més desconcertats de la carrera de Nicolas Cage... Multipliqueu totes aquestes escenes juntes i encara no podreu igualar la increïble bogeria de Nic Cage matant una taula de billar en el deliciosament delirós Mom and Dad." Simran Hans de The Observer li va donar 3/5 estrelles, escrivint: "Ultra-HD gairebé lleig, una banda sonora de dubstep passada de moda i efectes especials de salsa de tomàquet poden fer que una pel·lícula poc atractiva sigui menys atractiva, però aquí funcionen aquests tocs baixos. en avantatge de Mom and Dad." Bruce DeMara del Toronto Star li va donar 3,5/4 estrelles, anomenant-lo "una barreja bojament satisfactòria de suspens i comèdia, tot i que potser no es recomana per a la visualització familiar." Charlotte O'Sullivan de l’Evening Standard la va anomenar "una broma divertida i coneguda sobre una plaga que converteix els pares en depredadors" i va escriure : "Mom and Dad és com el Neliúbov d’Andrei Zviàguintsev, però amb més gent morta i molts menys arbres."
Barry Hertz de The Globe and Mail li va donar 1,5/4 estrelles, escrivint: "Nicolas Cage fa el boig com ningú, però el seu descens a la bogeria aquí, no gaire lluny de com actua el seu personatge a l'inici de la pel·lícula, realment, no pot elevar l'aspecte juvenil de Taylor a l'edat adulta." Kevin Maher de The Times li va donar 2/5 estrelles, dient que la seva sàtira social era "breument convincent", però va afegir: "La 'broma' aviat s'esgota, però, i la pel·lícula, amb poques idees reals per expressar, recorre a una trama descarada i gore sense fi." Rex Reed de The New York Observer li va donar 0/4 estrelles, escrivint: "Amb una ruptura agonitzant de l'artesania i el sentit comú, mostra un actuació d'histèria exagerada i cridanera de Nicolas Cage que s’ha vist plenament creïble, però això no és una recomanació."
El director John Waters va nomenar la pel·lícula com la quarta millor del 2018.